# George Bennett
George Bennett (Plymouth, 31 de enero de 1804-Sídney, 29 de septiembre de 1893) fue un médico, naturalista, y curador australiano de origen británico.

## Biografía

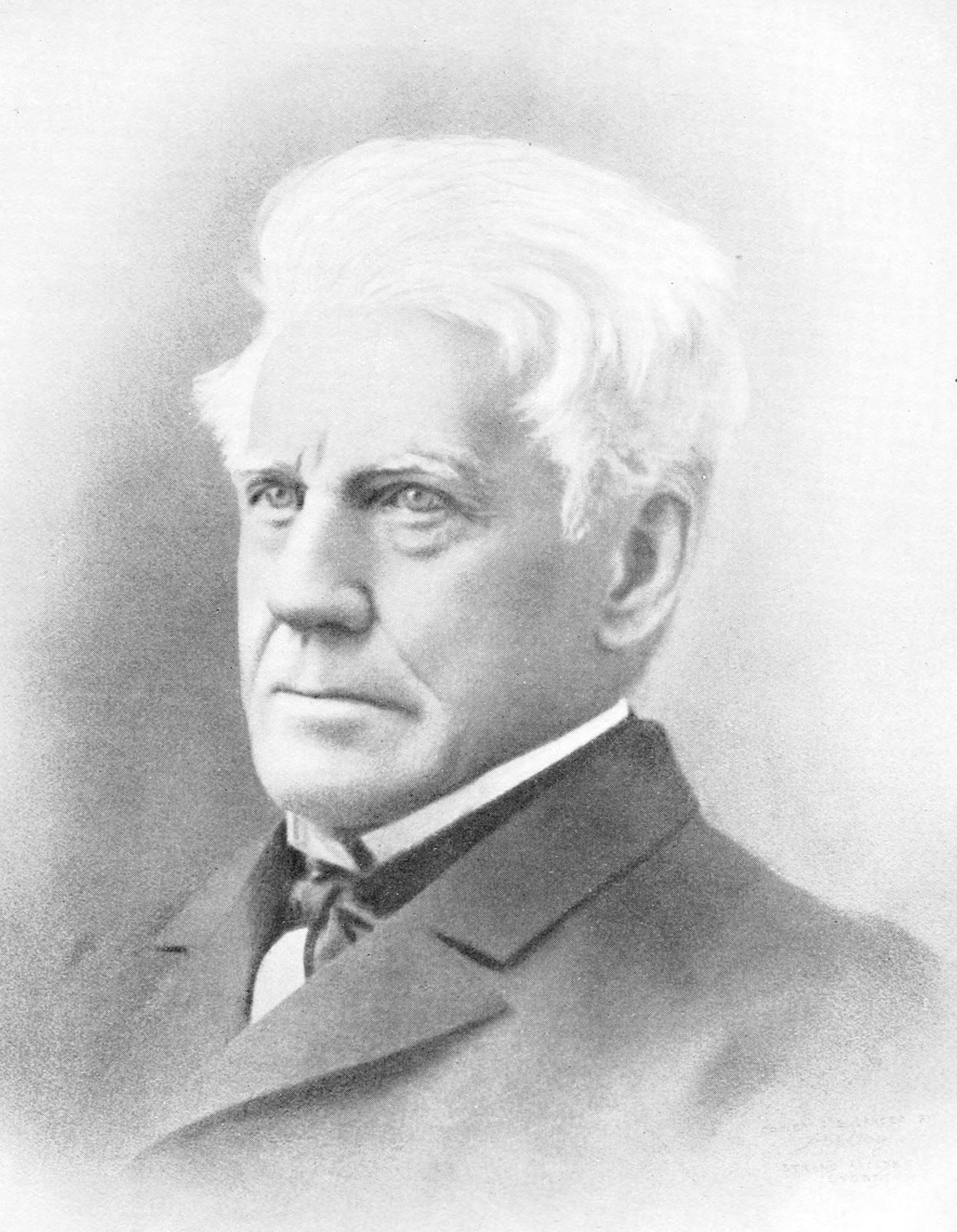
George Bennett

Estudia medicina y se convierte en miembro asociado (1828) más tarde en miembro (1834), del Royal College of Surgeons y obtiene su doctorado en medicina en 1859 en Glasgow.
Llega a Sídney en 1829 y vuelve de nuevo a Gran Bretaña en 1831 pero vuelve a salir el año siguiente para Australia y pasa siete meses en Tumut y Murrumbidgee en Nueva Gales del Sur. Publica, en 1834, a su vuelta en Gran Bretaña el relato de sus viajes bajo el título de Wanderings in New South Wales, Batavia, Pedir Coast, Singapore, & China : being the Journal of a Naturalist in those countries, durind 1832, 1833, & 1834 (Londres, 1834).
En 1835, se instala en Sídney donde practica la Medicina y sigue los estudios de historia natural. Hacia 1841, trabaja para el Australian Museum donde ocupa funciones muy variadas. Se preocupa, a partir de los años 1860, de la protección de la fauna australiana.

## Obra
- 1834. Wanderings in New South Wales, Batavia, Pedir Coast, Singapore and China: being the journal of a naturalist in those countries, during 1832, 1833 and 1834, vv. 2 Londres: Richard Bentley, Univ. of Hong Kong Libraries, Digital Initiatives, China Through Western Eyes

- 1834. Wanderings in New South Wales, Batavia, Pedir Coast, Singapore and China: being the journal of a naturalist in those countries, during 1832, 1833 and 1834, vv. 1 Londres: Richard Bentley, Univ. of Hong Kong Libraries, Digital Initiatives, China Through Western Eyes

- 1860. Gatherings of a Naturalist in Australasia

- 1871. "A Trip to Queensland in Search of Fossils"

- 1871. "The Introduction, Cultivation and Economic Uses of the Orange & Others of the Citron Tribe"

## Honores

### Epónimos
Su nombre es recordado por los nombres científicos del casuario menor (Casuarius bennetti) y por el canguro arborícola de Bennett (Dendrolagus bennettianus).

## Fuente
- Bo Beolens & Michael Watkins. 2003. Whose Bird ? Common Bird Names and the People They Commemorate. Yale University Press. New Haven & Londres
- Anthony Musgrave. 1932. Bibliography of Australian Entomology, 1775-1930, with biographical notes on authors & collectors, Royal Zoological Society of News South Wales (Sídney) : viii + 380.